# مراد محمد بازار (پیرسهراب)
مراد محمد بازار یا سه راهی تلنگ، روستایی در دهستان پیرسهراب بخش پیرسهراب شهرستان چابهار در استان سیستان و بلوچستان ایران است.

## جمعیت
بر پایه سرشماری عمومی نفوس و مسکن در سال ۱۳۹۵، جمعیت این روستا برابر با ۵۱۴ نفر (۱۳۳ خانوار) بوده‌است.